# Донзело, Франсуа Ксавье
Франсуа-Ксавье Донзело (7 января 1764, Мамиролль — 11 июня 1843, там же) — французский дивизионный генерал, генерал-губернатор Корфу (1807—1814), генерал-губернатор Мартиники (1818—1826).

## Биография
Родился 7 января 1764 года. Поступил в армию в 1785 году в королевский полк морской пехоты. В 1792 году — су-лейтенант. Служит в Рейнской армии под командованием Моро, быстро продвигается по службе. В 1798 году в составе войск генерала Бонапарта отправляется в Египетский поход, отличился в битве при Гелиополисе, в 1799 году - временный бригадный генерал, в 1801 ранг подтверждён.
В 1806-1807 годах под началом маршала Массена осаждал Гаэту. Произведён в дивизионные генералы и назначен генерал-губернатором острова Корфу, который до этого занимали русские войска. На Корфу, генералу Донзело подчинялось 20 тысяч солдат, остров имел многочисленные укрепления и должен был по возможности долго выдерживать  британскую осаду.
Блокада не заставила себя ждать. Британцы, пользуясь слабостью французского флота, захватывали французские торговые суда вокруг острова Корфу, на одном из которых в их руки попала личная библиотека генерала Донзело. Британцы отослали её генералу обратно, и с тех пор между ними завязались доверительные отношения, которые однако не мешали им продолжать выполнять свои должностные обязанности.
Во все последующие годы Наполеоновских войн Корфу так и не был захвачен англичанами. В 1814 году Наполеон отбыл на Эльбу, а восстановленные на престоле Бурбоны приказали Донзело эвакуировать Корфу и передать его под контроль англичан, что и было исполнено.
В 1815 году Донзело остался верен Наполеону и командовал дивизией в Северной армии в ходе битвы при Ватерлоо. Дивизия Донзело весь день находилась в самой гуще сражения, вела бои за ферму Ла-Э-Сент и понесла тяжёлые потери.
После второй реставрации Бурбонов Донзело был назначен генерал-губернатором острова Мартиника, который англичане вернули французам по результатам Венского конгресса. После восьми лет успешного управления островом вышел в отставку и поселился на родине.

## Галерея

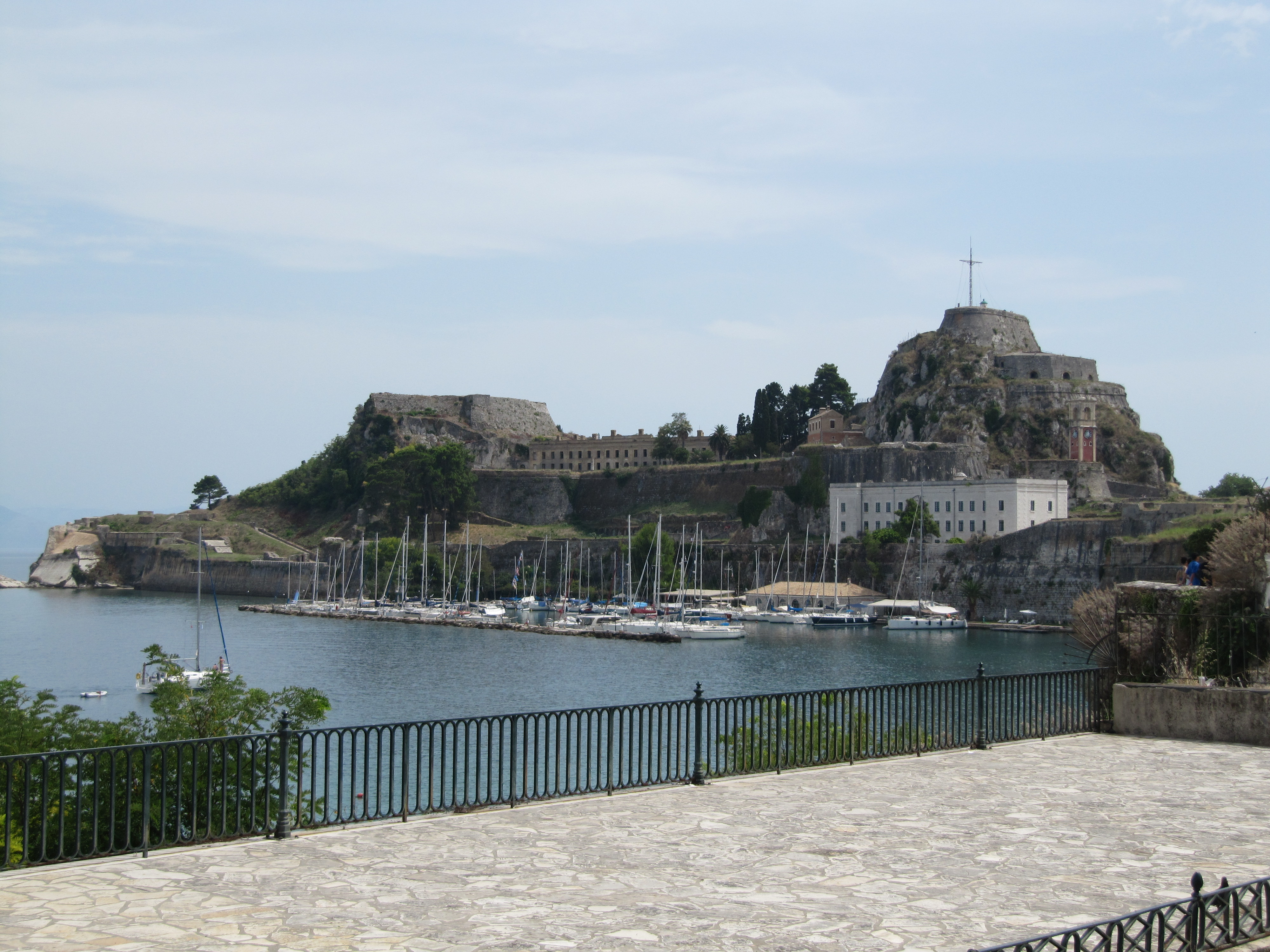
Крепость на Корфу. Современный вид.
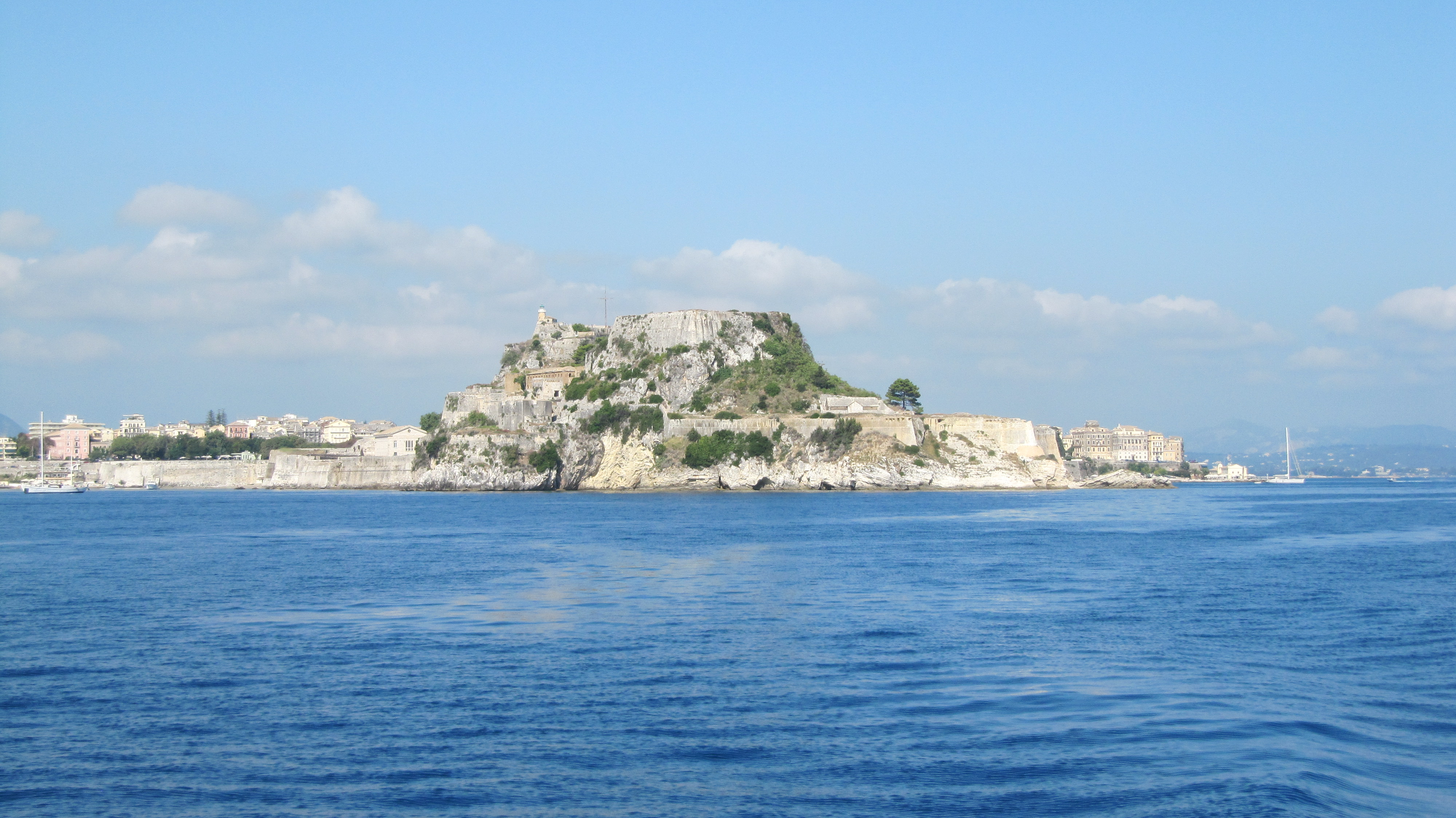
Укрепления Корфу. Вид с моря.
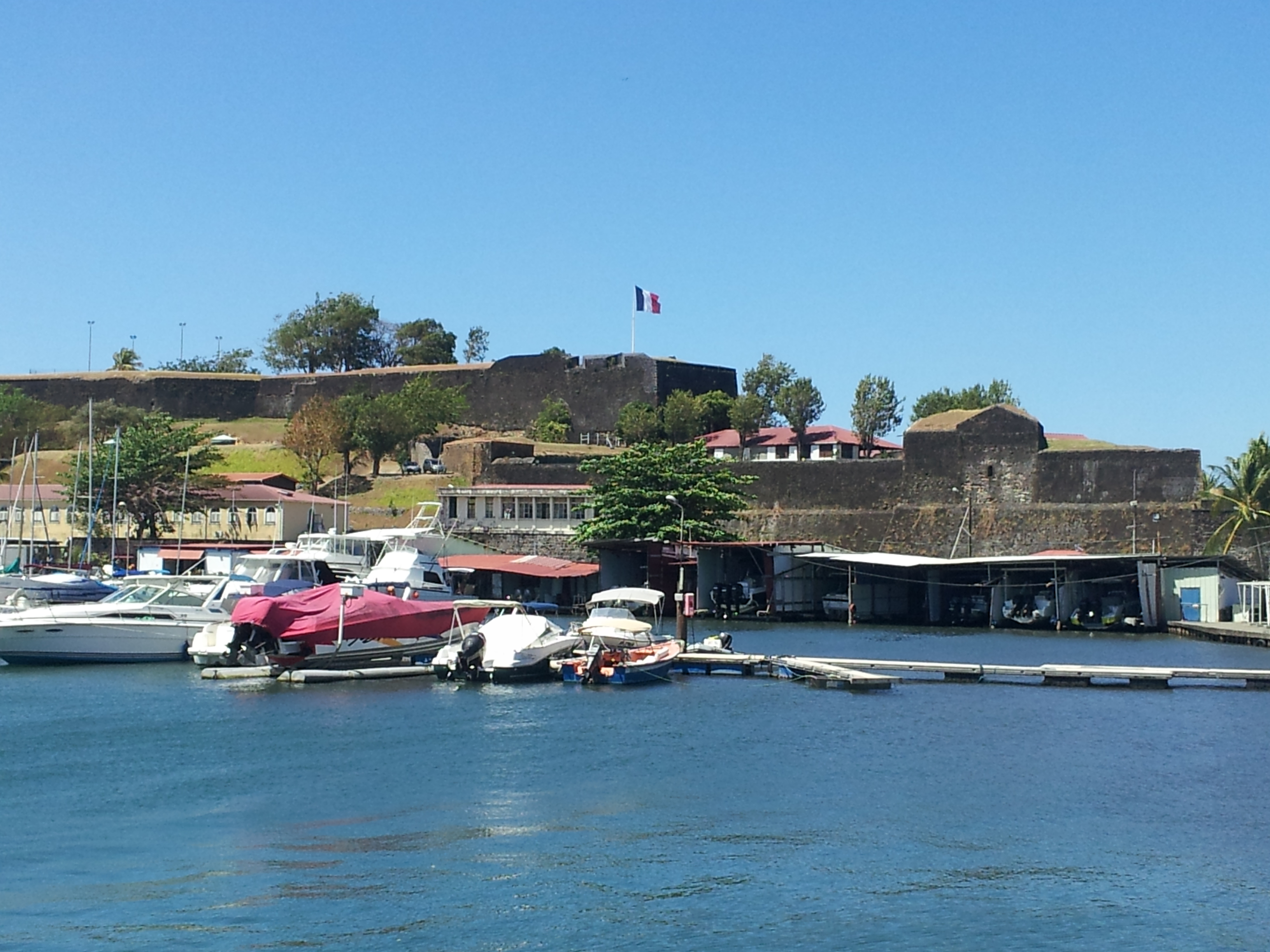
Укрепления острова Мартиника.

## Память
- Имя Донзело написано на восточной стороне Триумфальной арки в Париже.